# Collegio di Luton South and South Bedfordshire
Luton South and South Bedfordshire è un collegio elettorale situato nel Bedfordshire, nell'Est dell'Inghilterra, e rappresentato alla Camera dei comuni del Parlamento del Regno Unito. Elegge un membro del parlamento con il sistema first-past-the-post, ossia maggioritario a turno unico; l'attuale parlamentare è Rachel Hopkins, eletta con il Partito Laburista nel 2019.
Prima del 2024 era noto con il nome di Luton South.

## Estensione

Luton South dal 2010 al 2024

- 1983-1997: i ward del Borough di Luton di Biscot, Crawley, Dallow, Farley, High Town, Putteridge, Saints, South e Stopsley, e i ward del distretto di South Bedfordshire di Caddington e Slip End.
- 1997-2010: i ward del Borough di Luton di Biscott, Crawley, Dallow, Farley, High Town, Putteridge, South e Stopsley, e i ward del distretto di South Bedfordshire di Caddington e Slip End.
- 2010-2024: i ward del Borough di Luton di Biscot, Crawley, Dallow, Farley, High Town, Round Green, South, Stopsley e Wigmore, e i ward del distretto di South Bedfordshire di Caddington, Hyde e Slip End.
- dal 2024: i ward del Borough di Luton di Biscot; Beech Hill; Central; Dallow; Farley; High Town; Round Green; South; Stopsley; Vauxhall e Wigmore e una piccola parte di Barnfield, Challney e Saints, e i ward del distretto di South Bedfordshire di Caddington e Eaton Bray.[1]

## Membri del parlamento
| Elezione | Elezione | Deputato       | Partito         |
| -------- | -------- | -------------- | --------------- |
|          | 1983     | Graham Bright  | Conservatore    |
|          | 1997     | Margaret Moran | Laburista       |
|          | 2010     | Gavin Shuker   | Laburista Co-Op |
|          | 2019     | Gavin Shuker   | Change UK       |
|          | 2019     | Gavin Shuker   | Indipendente    |
|          | 2019     | Rachel Hopkins | Laburista       |

## Elezioni

### Elezioni negli anni 2020
| Partito                    | Partito                                | Candidato                  | Risultati 4 luglio 2024 | Risultati 4 luglio 2024 |
| Partito                    | Partito                                | Candidato                  | Voti                    | %                       |
| -------------------------- | -------------------------------------- | -------------------------- | ----------------------- | ----------------------- |
|                            | Laburista                              | Rachel Hopkins             | 13 593                  | 35,42                   |
|                            | Conservatore                           | Mark Versallion            | 6 735                   | 17,55                   |
|                            | Indipendente                           | Attiq Malik                | 5 384                   | 14,03                   |
|                            | Reform UK                              | Norman Maclean             | 4 759                   | 12,40                   |
|                            | Workers                                | Yasin Rehman               | 3 110                   | 8,10                    |
|                            | Verdi                                  | Edward Carpenter           | 2 401                   | 6,26                    |
|                            | Lib Dem                                | Dominic Griffiths          | 2 400                   | 6,25                    |
|                            |                                        |                            |                         |                         |
| Iscritti                   | Iscritti                               | Iscritti                   | 76 970                  | 100,00                  |
| ↳ Votanti (% su iscritti)  | ↳ Votanti (% su iscritti)              | ↳ Votanti (% su iscritti)  | 38 382                  | 49,87                   |
| ↳ Astenuti (% su iscritti) | ↳ Astenuti (% su iscritti)             | ↳ Astenuti (% su iscritti) | 38 588                  | 50,13                   |
|                            |                                        |                            |                         |                         |
|                            | Esito: collegio confermato a Laburista |                            |                         |                         |

### Elezioni negli anni 2010
| Partito                    | Partito                                | Candidato                  | Risultati 12 dicembre 2019 | Risultati 12 dicembre 2019 |
| Partito                    | Partito                                | Candidato                  | Voti                       | %                          |
| -------------------------- | -------------------------------------- | -------------------------- | -------------------------- | -------------------------- |
|                            | Laburista                              | Rachel Hopkins             | 21 787                     | 51,79                      |
|                            | Conservatore                           | Parvez Akhtar              | 13 031                     | 30,98                      |
|                            | Indipendente                           | Gavin Shuker               | 3 893                      | 9,25                       |
|                            | Brexit                                 | Garry Warren               | 1 601                      | 3,81                       |
|                            | Verdi                                  | Ben Foley                  | 995                        | 2,37                       |
|                            | Indipendente                           | Mohammed Ashraf            | 489                        | 1,16                       |
|                            | Best4Luton                             | John French                | 268                        | 0,64                       |
|                            |                                        |                            |                            |                            |
| Iscritti                   | Iscritti                               | Iscritti                   | 69 338                     | 100,00                     |
| ↳ Votanti (% su iscritti)  | ↳ Votanti (% su iscritti)              | ↳ Votanti (% su iscritti)  | 42 064                     | 60,67                      |
| ↳ Astenuti (% su iscritti) | ↳ Astenuti (% su iscritti)             | ↳ Astenuti (% su iscritti) | 27 274                     | 39,33                      |
|                            |                                        |                            |                            |                            |
|                            | Esito: collegio confermato a Laburista |                            |                            |                            |

| Partito                    | Partito                                      | Candidato                  | Risultati 8 giugno 2017 | Risultati 8 giugno 2017 |
| Partito                    | Partito                                      | Candidato                  | Voti                    | %                       |
| -------------------------- | -------------------------------------------- | -------------------------- | ----------------------- | ----------------------- |
|                            | Laburista Co-Op                              | Gavin Shuker               | 28 804                  | 62,44                   |
|                            | Conservatore                                 | Dean Russell               | 14 879                  | 32,25                   |
|                            | Lib Dem                                      | Andy Strange               | 1 056                   | 2,29                    |
|                            | UKIP                                         | Ujjawal Ub                 | 795                     | 1,72                    |
|                            | Verdi                                        | Marc Scheimann             | 439                     | 0,95                    |
|                            | Indipendente                                 | Abid Ali                   | 160                     | 0,35                    |
|                            |                                              |                            |                         |                         |
| Iscritti                   | Iscritti                                     | Iscritti                   | 67 169                  | 100,00                  |
| ↳ Votanti (% su iscritti)  | ↳ Votanti (% su iscritti)                    | ↳ Votanti (% su iscritti)  | 46 233                  | 68,83                   |
| ↳ Astenuti (% su iscritti) | ↳ Astenuti (% su iscritti)                   | ↳ Astenuti (% su iscritti) | 20 936                  | 31,17                   |
|                            |                                              |                            |                         |                         |
|                            | Esito: collegio confermato a Laburista Co-Op |                            |                         |                         |

| Partito                    | Partito                                      | Candidato                  | Risultati 7 maggio 2015 | Risultati 7 maggio 2015 |
| Partito                    | Partito                                      | Candidato                  | Voti                    | %                       |
| -------------------------- | -------------------------------------------- | -------------------------- | ----------------------- | ----------------------- |
|                            | Laburista Co-Op                              | Gavin Shuker               | 18 660                  | 44,20                   |
|                            | Conservatore                                 | Katie Redmond              | 12 949                  | 30,67                   |
|                            | UKIP                                         | Muhammad Rehman            | 5 129                   | 12,15                   |
|                            | Lib Dem                                      | Ashuk Ahmed                | 3 183                   | 7,54                    |
|                            | Verdi                                        | Simon Hall                 | 1 237                   | 2,93                    |
|                            | Indipendente                                 | Attiq Malik                | 900                     | 2,13                    |
|                            | Liberty GB                                   | Paul Weston                | 158                     | 0,37                    |
|                            |                                              |                            |                         |                         |
| Iscritti                   | Iscritti                                     | Iscritti                   | 67 222                  | 100,00                  |
| ↳ Votanti (% su iscritti)  | ↳ Votanti (% su iscritti)                    | ↳ Votanti (% su iscritti)  | 42 216                  | 62,80                   |
| ↳ Astenuti (% su iscritti) | ↳ Astenuti (% su iscritti)                   | ↳ Astenuti (% su iscritti) | 25 006                  | 37,20                   |
|                            |                                              |                            |                         |                         |
|                            | Esito: collegio confermato a Laburista Co-Op |                            |                         |                         |

| Partito                    | Partito                                      | Candidato                  | Risultati 6 maggio 2010 | Risultati 6 maggio 2010 |
| Partito                    | Partito                                      | Candidato                  | Voti                    | %                       |
| -------------------------- | -------------------------------------------- | -------------------------- | ----------------------- | ----------------------- |
|                            | Laburista Co-Op                              | Gavin Shuker               | 14 725                  | 34,88                   |
|                            | Conservatore                                 | Nigel Huddleston           | 12 396                  | 29,36                   |
|                            | Lib Dem                                      | Qurban Hussain             | 9 567                   | 22,66                   |
|                            | Indipendente                                 | Esther Rantzen             | 1 872                   | 4,43                    |
|                            | BNP                                          | Tony Blakey                | 1 299                   | 3,08                    |
|                            | UKIP                                         | Charles Lawman             | 975                     | 2,31                    |
|                            | Indipendente                                 | Stephen Rhodes             | 463                     | 1,10                    |
|                            | Verdi                                        | Marc Scheimann             | 366                     | 0,87                    |
|                            | Indipendente                                 | Joe Hall                   | 264                     | 0,63                    |
|                            | Indipendente                                 | Faruk Choudhury            | 130                     | 0,31                    |
|                            | Indipendente                                 | Stephen Lathwell           | 84                      | 0,20                    |
|                            | Rivoluzionario dei Lavoratori                | Frank Sweeney              | 75                      | 0,18                    |
|                            |                                              |                            |                         |                         |
| Iscritti                   | Iscritti                                     | Iscritti                   | 65 148                  | 100,00                  |
| ↳ Votanti (% su iscritti)  | ↳ Votanti (% su iscritti)                    | ↳ Votanti (% su iscritti)  | 42 216                  | 64,80                   |
| ↳ Astenuti (% su iscritti) | ↳ Astenuti (% su iscritti)                   | ↳ Astenuti (% su iscritti) | 22 932                  | 35,20                   |
|                            |                                              |                            |                         |                         |
|                            | Esito: collegio confermato a Laburista Co-Op |                            |                         |                         |

### Elezioni negli anni 2000
| Partito                    | Partito                                | Candidato                  | Risultati 5 maggio 2005 | Risultati 5 maggio 2005 |
| Partito                    | Partito                                | Candidato                  | Voti                    | %                       |
| -------------------------- | -------------------------------------- | -------------------------- | ----------------------- | ----------------------- |
|                            | Laburista                              | Margaret Moran             | 16 610                  | 42,68                   |
|                            | Conservatore                           | Richard Stay               | 10 960                  | 28,16                   |
|                            | Lib Dem                                | Qurban Hussain             | 8 778                   | 22,56                   |
|                            | UKIP                                   | Charles Lawman             | 957                     | 2,46                    |
|                            | Verdi                                  | Marc Scheimann             | 790                     | 2,03                    |
|                            | Respect                                | Mohammed Ilyas             | 725                     | 1,86                    |
|                            | Rivoluzionario dei Lavoratori          | Arthur Lynn                | 98                      | 0,25                    |
|                            |                                        |                            |                         |                         |
| Iscritti                   | Iscritti                               | Iscritti                   | 71 937                  | 100,00                  |
| ↳ Votanti (% su iscritti)  | ↳ Votanti (% su iscritti)              | ↳ Votanti (% su iscritti)  | 38 918                  | 54,10                   |
| ↳ Astenuti (% su iscritti) | ↳ Astenuti (% su iscritti)             | ↳ Astenuti (% su iscritti) | 33 019                  | 45,90                   |
|                            |                                        |                            |                         |                         |
|                            | Esito: collegio confermato a Laburista |                            |                         |                         |

| Partito                    | Partito                                | Candidato                  | Risultati 7 giugno 2001 | Risultati 7 giugno 2001 |
| Partito                    | Partito                                | Candidato                  | Voti                    | %                       |
| -------------------------- | -------------------------------------- | -------------------------- | ----------------------- | ----------------------- |
|                            | Laburista                              | Margaret Moran             | 21 719                  | 55,19                   |
|                            | Conservatore                           | Gordon Henderson           | 11 586                  | 29,44                   |
|                            | Lib Dem                                | Rabi Martins               | 4 292                   | 10,91                   |
|                            | Verdi                                  | Marc Scheimann             | 798                     | 2,03                    |
|                            | UKIP                                   | Charles Lawman             | 578                     | 1,47                    |
|                            | Alleanza Socialista                    | Joseph Hearne              | 271                     | 0,69                    |
|                            | Rivoluzionario dei Lavoratori          | Robert Bolton              | 107                     | 0,27                    |
|                            |                                        |                            |                         |                         |
| Iscritti                   | Iscritti                               | Iscritti                   | 71 417                  | 100,00                  |
| ↳ Votanti (% su iscritti)  | ↳ Votanti (% su iscritti)              | ↳ Votanti (% su iscritti)  | 39 351                  | 55,10                   |
| ↳ Astenuti (% su iscritti) | ↳ Astenuti (% su iscritti)             | ↳ Astenuti (% su iscritti) | 32 066                  | 44,90                   |
|                            |                                        |                            |                         |                         |
|                            | Esito: collegio confermato a Laburista |                            |                         |                         |

## Risultati dei referendum

### Referendum sulla permanenza del Regno Unito nell'Unione europea del 2016
|             | Collegio    | Lasciare UE % | Rimanere in UE % |
| ----------- | ----------- | ------------- | ---------------- |
|             | Luton South | 55,4%         | 44,6%            |
| Inghilterra | 53,3%       | 46,7%         |                  |
| Regno Unito | 51,9%       | 48,1%         |                  |